# میخائیلوفسک، اوبلاست سوردلوفسک
شهر میخائیلوفسک، اوبلاست سوردلوفسک (به روسی: Михайловск) در کشور روسیه و در اوبلاست سوردلوفسک واقع شده‌است.